# HKS (przedsiębiorstwo)
HKS (jap. 株式会社エッチ・ケー・エス Kabushiki-gaisha Hetchi Kē Esu) – japońskie przedsiębiorstwo branży motoryzacyjnej, z siedzibą w mieście Fujinomiya, w Japonii. W swoim asortymencie przedsiębiorstwo ma m.in. turbosprężarki, tytanowe kolektory wydechowe, korbowody, sportowe zawieszenia.
Przedsiębiorstwo utworzyli w roku 1973 Hiroyuki Hasegawa i Goichi Kitagawa. Kapitał zakładowy zapewniło przedsiębiorstwo Sigma Automotive. Nazwa HKS powstała od trzech pierwszych liter, odpowiednio nazwisk założycieli i nazwy spółki-matki.
Przedsiębiorstwo HKS od lat 80. XX w. angażowała się w sporty motorowe, sponsorując wielu zawodników i prowadząc zakładowe zespoły wyścigowe.
W 2006 r. przedsiębiorstwo zatrudniało 425 osób, a jego wartość sprzedaży przekroczyła 8 mld jenów.